# Секстія Цетегілла
Секстія Цетегілла (*Sextia Cethegilla, прибл. 170 — після 238) — дружина римського імператора Пупієна.

## Життєпис
Походила з роду Секстіїв. Донька Тіта Секстія Цетега Африкана та Корнелії. У 194 році вийшла заміж за сенатора Марка Клодія Пупієна, майбутнього імператора. Мала від нього двох синів та одну доньку. У 238 році, коли Пупієна оголосили імператором, супроводжувала його в поході проти Максиміана I. Під час облоги останнім міста Аквілея виявила мужність, зуміла надихнути чоловіка на дальшу боротьбу, яка зрештою завершилася перемогою Пупієна та його співправителя Бальбіна. За це на честь Секстії римський сенат наказав викарбувати медаль.
У 238 році її чоловіка було вбито. Вона не встигла дістати титул августи. Втім, напевне зуміла зберегти життя. Про подальшу політичну чи громадську діяльність Секстії Цетегілли нічого невідомо.

## Родина
Чоловік — Марк Клодій Пупієн, римський імператор у 238 році.
Діти:
- Тіберій Клодій Пупієн Пульхер Максим (195—після 235), консул-суфект у 224 або 226 році, також у 235 році
- Марк Пупієн Африкан Максим (200—після 236), консул 236 року
- Пупієна Секстія Пауліна Цетегілла, дружина Марка Ульпія Евбіота Левра, консула-суфекта 230 року